# Sulfinylgruppe

Sulfinylgruppe (blau markiert) als Bestandteil eines Sulfoxids, R^{1} und R^{2} sind Organyl-Reste (Alkyl-Rest, Aryl-Rest, Alkylaryl-Rest etc.) oder eines Thionylhalogenids (R^{1}=R^{2}=Halogenatom.)

Sulfinylgruppe ist in der organischen Chemie die Bezeichnung der funktionellen Gruppe –SO–. Die Stoffe der Sulfinylgruppen tragenden organisch-chemischen Verbindungen werden als Sulfoxide bezeichnet. Daneben findet sich die Sulfinylgruppe auch in N-Sulfinylaminen (R-HN=S=O), N-Sulfinylhydrazinen (RNH-N=S=O) und Sulfinylhalogeniden (R–S(=O)–X).
Sulfinylverbindungen gehören zu den organischen Derivaten von Sauerstoffsäuren des Schwefels, bei denen – im Fall der Sulfoxide – die beiden organischen Reste R1 und R2 direkt an das Schwefelatom gebunden sind. Unter der Bedingung  R1 ≠ R2 sind die Sulfoxide chiral.

Sulfoxide (R^{1}≠R^{2}) sind chiral. Das Stereozentrum der Enantiomere liegt am Schwefelatom der Sulfinylgruppe (blau markiert)

Mesomeriestabilisierte polarisierte Sulfinylgruppe

Sulfoxide sind polare Verbindungen und besitzen ein ausgeprägtes Dipolmoment mit einer negativen Ladung am Sauerstoffatom und einer positiven Ladung am Schwefelatom. Der Bindungscharakter ähnelt damit der P=O-Bindung in einem tertiären Phosphinoxid R3P=O.

## Anorganische Chemie
Daneben gibt es noch Thionylhalogenide, z. B. Thionylchlorid (O=SCl2), die in der anorganischen Chemie als Halogenide der Schwefligen Säure Thionyl-Verbindungen genannt werden.

## Beispiele für Sulfinylverbindungen und deren Verwendung
- Lösungsmittel Dimethylsulfoxid: CH3–SO–CH3
- Arzneistoff Esomeprazol
- Arzneistoff Omeprazol
- Arzneistoff Pantoprazol